# Xysticus taukumkurt
Xysticus taukumkurt är en spindelart som beskrevs av Yuri M. Marusik och Dmitri Viktorovich Logunov 1990. Xysticus taukumkurt ingår i släktet Xysticus och familjen krabbspindlar.
Artens utbredningsområde är Kazakstan. Inga underarter finns listade i Catalogue of Life.